# Garshīyeh
Garshīyeh (persiska: گرشیّه, Garīshīyeh) är en ort i Iran.   Den ligger i provinsen Khuzestan, i den västra delen av landet, 600 km sydväst om huvudstaden Teheran. Garshīyeh ligger 13 meter över havet och antalet invånare är 124.
Terrängen runt Garshīyeh är mycket platt. Runt Garshīyeh är det ganska glesbefolkat, med 38 invånare per kvadratkilometer. Närmaste större samhälle är Sūsangerd, 12,2 km öster om Garshīyeh. Trakten runt Garshīyeh är ofruktbar med lite eller ingen växtlighet.